# Pygmaena trestrigata
Pygmaena trestrigata är en fjärilsart som beskrevs av Feichtenberger 1965. Pygmaena trestrigata ingår i släktet Pygmaena och familjen mätare. Inga underarter finns listade.